# Corporal Clegg
A Pink Floyd Corporal Clegg című dala 1968. június 29-én jelent meg a zenekar A Saucerful of Secrets című albumán. A dalt Roger Waters írta, viszont David Gilmour énekli. Ez volt az első alkalom, hogy Nick Mason is énekelt egy Pink Floyd-dalban (a szakaszok utolsó sorait). Gilmour kazoon is játszik a dalban. A kazoot Thaddeus von Clegg német órásmester találta fel az 1840-es években, ezért lehetséges, hogy a dal főhősét róla nevezték el.
A dal Clegg tizedesről és alkoholista feleségéről szól; a tizedes a második világháborúban elvesztette egyik lábát. Ez a Pink Floyd első dala, melynek központi témája a háború. Roger Waters a későbbi években egyre gyakrabban foglalkozott ezzel a témával, apja ugyanis a második világháborúban esett el.

## Közreműködők
- David Gilmour – ének, gitár, kazoo
- Richard Wright – billentyűs hangszerek, vokál
- Roger Waters – basszusgitár, vokál
- Nick Mason – dob, ütőhangszerek, ének
- Syd Barrett – közreműködései (ha voltak egyáltalán) ismeretlenek

### Produkció
- Norman Smith – producer